# Euophrys dhaulagirica
Euophrys dhaulagirica es una especie de araña saltarina del género Euophrys, familia Salticidae. Fue descrita científicamente por Zabka en 1980.
Habita en Nepal.